# Cláudio Filho
Cláudio Lopes Selva Filho, plus connu comme Cacau est né à Recife, le 5 avril 1980. C'est un attaquant internation brésilien de rink hockey. En 2010, il évolue au Benfica Lisbonne.

## Titres
Bassano
- Série A1: 2008-09
- Coupe d'Italie : 2008-09

 SL Benfica
- Ligue Européenne : 2012-2013
- Coupe Continentale : 2010-2011
- Coupe CERS: 2010-2011
- Championnat portugais : 2011-2012
- Supercoupe du Portugal : 2010-2011

En équipe nationale, il est le meilleur buteur du mondial 2013[réf. nécessaire].